# Wickford
Wickford ist eine Stadt in der Grafschaft Essex, England. Wickford ist 14,2 km von Chelmsford entfernt. Im Jahr 2001 hatte sie 30.751 Einwohner. Wickford wurde 1086 im Domesday Book als Wi(n)cfort erwähnt.